# Стойчо Стойчев (политолог)
Вижте пояснителната страница за други личности с името Стойчо Стойчев.
Стойчо Петров Стойчев е ръководител на Лабораторията за изборни системи и технологии (ЛИСТ) и доцент по анализ на политическия риск и противодействие на организираната престъпност в катедра „Политология“ на Софийския университет „Св. Климент Охридски“.
Научните му интереси са в областта на организираната престъпност, криминалните пазари, анализа на политическия риск.

## Биография
Роден е в Шумен на 7 януари 1983 г. Завършва Софийския университет (бакалавър, 2001–2005) и Централноевропейския университет (магистър, 2005–2006).
През 2010 г. защитава дисертация на тема „Европеизация на представителния елит в България: измерения и ефекти“. Доцент в Софийския университет от 2018 г.
Началник на кабинета на министъра на образованието и науката (2014). Съветник на вицепремиера и министър на вътрешните работи на Република България.